# Hamilton Beltrán Santiago
Hamilton Wilmer Beltrán Santiago (15 de septiembre de 1963) es un botánico, fitogeógrafo, curador peruano.

## Títulos
- Hizo el Doctorado en Ciencias Biológicas en la Universidad Nacional de San Marcos
- Maestría en Botánica Tropical Facultad de Ciencias Biológicas. UNMSM.
- Pregrado en la Facultad de Ciencias Biológicas. UNMSM

## Algunas publicaciones
- Gonzales de la Cruz, Mercedes; Baldeón Malpartida, Severo; Beltrán Santiago, Hamilton; Jullian, Valérie; Bourdy, Geneviève (2014). «Hot and cold: medicinal plant uses in Quechua speaking communities in the high Andes (Callejón de Huaylas, Ancash, Perú)». Journal of Ethnopharmacology (Dresden: International Society for Ethnopharmacology, publicado el septiembre 2014) 115 (2): 1093-1117. ISSN 0378-8741. doi:10.1016/j.jep.2014.06.042. Consultado el 5 de agosto de 2018.

- David, N., H. Beltrán & W. Quizhpe. 2012. Clethra concordia (Clethraceae) a Shrubby New Species from the Crest of the Cordillera del Condor on the Peru–Ecuador Border. Novon 22: 212-216.

- Beltrán, H., Irayda Salinas. 2010. Flora y vegetación de los Bosques de Carpish Huanuco-Peru. Arnaldoa 17 (1): 107-130

- Beltran, H. & J. Campos. 2009. Una especie nueva de Nordenstamia del norte del Perú. Arnaldoa 16(1): 37 - 40

- Beltran, H. & S. Baldeón. 2009. A New species of Gynoxys (Asteraceae.Senecioneae) from Peru. Compositae Newsletter 47: 13 – 18

- Beltrán, H. 2008. Dos especies nuevas de Senecio (Asteraceae: Senecioneae) del Perú. Arnaldoa 15(2): 211- 216

- Arana, C., J. Roque, W. Mendoza, A. Delgado, M. Chocce, I. Salinas, Hamilton Beltrán, N. Vega, N.Ortega & L. Salinas. 2008. Distribución de la flora de importancia en conservación en un corte transversal entre los 13 grados y 13 30 minutos de latitud Sur. XII Congreso Nacional de Botánica. Madre de Dios Perú. 2008

- Beltrán, H. 2008. El Género Senecio en el Departamento de Lima. XII Congreso Nacional de Botánica. Madre de Dios Perú. 2008

- Arana, C., M. Chocce, A. Delgado, I. Salinas, H. Beltrán, J. Roque, N. Ortega, & N. Vargas. 2007. Importancia de las Palmeras en diferentes tipos de bosque de la Amazonia Sur del Perú. Simposio Internacional “Las palmeras en el marco de la investigación para el desarrollo en América del Sur”. Museo de Historia Natural – UNMSM y Sociedad Peruana de Botánica, noviembre

- Beltrán, H. & I. Salinas. 2006. La familia Asteraceae en un bosque montano húmedo del Perú: los bosques de Carpish (Huánuco). Universidad Nacional del Altiplano. XI Congreso Nacional de Botánica (septiembre). Puno, Perú

- Salinas, I., A. Cano. & H. Beltrán. 2006. “El Género Calceolaria en el Dpto. de Ancash-Perú”, Universidad Nacional del Altiplano. XI Congreso Nacional de Botánica (septiembre). Puno, Perú

- Salinas, I. & H. Beltrán. 2006. La familia Gesneriaceae en el Bajo Urubamba (Cuzco-Perú)” Universidad Nacional del Altiplano XI. Congreso Nacional de Botánica (septiembre). Puno, Perú

- Cano, A., M. La Torre., B. León, H. Beltrán, I. Salinas, W. Mendoza, S. Castillo, C. Monsalve, J. Roque, H. Aponte & K. Young. 2006. Diversidad florística y endemismos en el Callejón de Conchucos (Ancash, Perú). Santo Domingo. República Dominicana

- Cano, A., M. La Torre., S. Castillo, H. Aponte., M. Morales., W. Mendoza., B. León., J. Roque., I.Salinas., C. Monsalve., & H. Beltrán, 2006. Las Plantas comunes del Callejón de Conchucos (Ancash, Perú) Guía de Campo. UNMSM. Museo de Historia Natural Serie de divulgación No 13

- Cano, A., M. La Torre., W. Mendoza., I. Salinas., H. Beltrán, & O. Tovar. XV Reunión Científica del ICBAR en calidad de PONENTE por “Flora y vegetación del Callejón de Conchucos (Ancash)” Universidad Nacional Mayor de San Marcos, agosto, 2006. Lima

- Beltrán, H. et al. 2006. Asteráceas endémicas del Perú. En El Libro Rojo de las Plantas endémicas del Perú.: B. León, J. Roque et al (eds.). Revista Peruana de Biología 13(2): 64 – 164
- La abreviatura «H.Beltrán» se emplea para indicar a Hamilton Beltrán Santiago como autoridad en la descripción y clasificación científica de los vegetales.[2]